# Starengovia quadrituberculata
Espèce
Starengovia quadrituberculata est une espèce d'opilions dyspnois de la famille des Nemastomatidae.

## Distribution
Cette espèce est endémique du Yunnan en Chine. Elle se rencontre dans le district de Longyang.

## Description
Le mâle holotype mesure 1,41 mm et la femelle paratype 1,75 mm.

## Systématique et taxinomie
Cette espèce a été décrite par Zhang et Martens en 2018.

## Publication originale
- Zhang & Martens, 2018 : « Ancient home or in exile? The easternmost species of genus Starengovia Snegovaya, 2010 found in China (Opiliones, Nemastomatidae, Nemastomatinae). » ZooKeys, vol. 770, p. 105–115 (texte intégral).